# Campeonato Mundial de Patinaje Artístico sobre Hielo de 1925
El XXIII Campeonato Mundial de Patinaje Artístico se realizó en Viena (concurso masculino y por parejas) entre el 14 y el 15 de febrero y en Davos (concurso femenino) entre el 31 de enero y el 1 de febrero de 1925 bajo la organización de la Unión Internacional de Patinaje sobre Hielo (ISU), la Federación Austriaca de Patinaje sobre Hielo y la Federación Suiza de Patinaje sobre Hielo. 

## Resultados

### Masculino
| Puesto | Nombre           | País    | Puntos |
| ------ | ---------------- | ------- | ------ |
| Oro    | Willy Böckl      | Austria | 8      |
| Plata  | Fritz Kachler    | Austria | 8      |
| Bronce | Otto Preissecker | Austria | 14     |

### Femenino
| Puesto | Nombre             | País     | Puntos |
| ------ | ------------------ | -------- | ------ |
| Oro    | Herma Planck-Szabo | Austria  | 6      |
| Plata  | Ellen Brockhöfft   | Alemania | 9      |
| Bronce | Elisabeth Böckel   | Alemania | 18     |

### Parejas
| Puesto | Nombre                      | País    | Puntos |
| ------ | --------------------------- | ------- | ------ |
| Oro    | Herma Szabo / Ludwig Wrede  | Austria | 10     |
| Plata  | Andrée Joly / Pierre Brunet | Francia | 10,5   |
| Bronce | Lily Scholz / Otto Kaiser   | Austria | 14,5   |

## Medallero
| Núm. | País     | Oro | Plata | Bronce | Total |
| ---- | -------- | --- | ----- | ------ | ----- |
| 1    | Austria  | 3   | 1     | 2      | 6     |
| 2    | Alemania | 0   | 1     | 1      | 2     |
| 3    | Francia  | 0   | 1     | 0      | 1     |
|      | TOTAL    | 3   | 3     | 3      | 9     |

| Predecesor: Reino Unido - Noruega 1924 | Campeonato Mundial de Patinaje Artístico sobre Hielo 1925 | Sucesor: Alemania - Suecia 1926 |

- Datos: Q432248